# Estación de Irkutsk-Passazhírskiy
La Estación de pasajeros de Irkutsk (en ruso: Станция Иркутск-Пассажирский, Stantsiya Irkutsk-Passazhirskiy) es la principal estación de ferrocarril de Irkutsk, Rusia. La estación es un importante centro ferroviario de la línea de Siberia Oriental y el Transiberiano. En la estación discurren líneas ferroviarias que conecta a Irkutsk con las principales ciudades rusas, así como destinos internacionales a Pekín y Ulán Bator. El edificio fue inaugurado en 1899, Hoy, es un complejo de cuatro edificios con una superficie total de 7 590 metros cuadrados y es un monumento de importancia federal.

## Historia

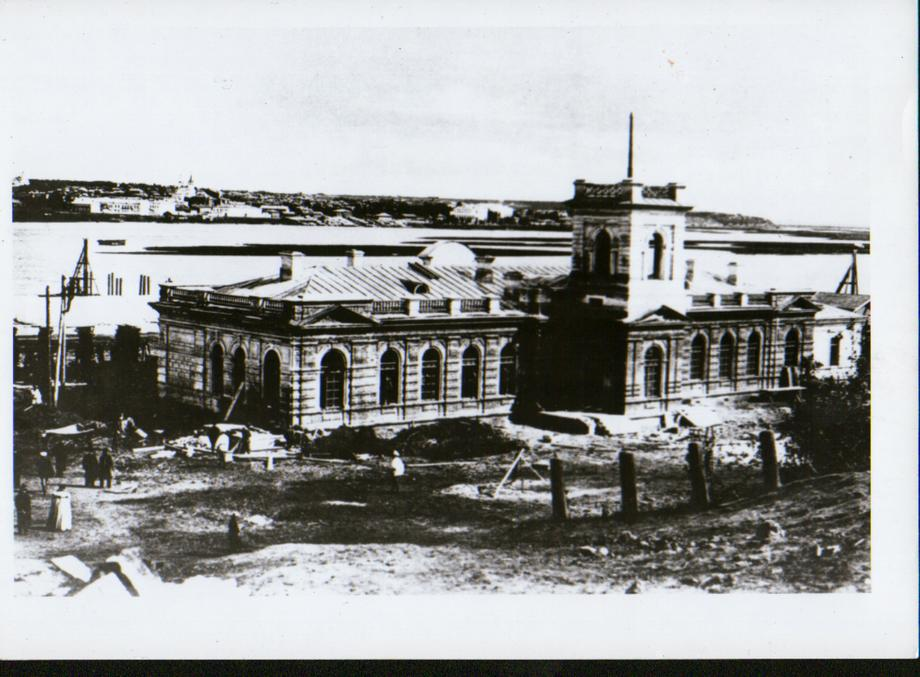
Construcción de la estación entre 1897 y 1898.

El edificio fue construido entre 1897 y 1898 e inaugurado un año después. La estación fue reconstruida en 1906 y 1907 en formas arquitectónicas típicas del clasicismo como altas ventanas arqueadas o la decoración de la fachada principal en forma de pórtico. En 1936 los dos edificios erigidos en diferentes momentos de transición fueron realizados en el mismo estilo arquitectónico clásico.
En 1964 se construyó el pabellón para servir a los viajeros, un túnel peatonal y fue ampliada y ajardinada la plaza de la estación. Al año siguiente, después de la construcción de la central hidroeléctrica de Irkutsk, la estación fue electrificada en una corriente constante de 3 kV. En 1998, el centenario del Transiberiano, la estación fue completamente renovada y en 2004 también se remodeló el pabellón suburbano.